# حراطين

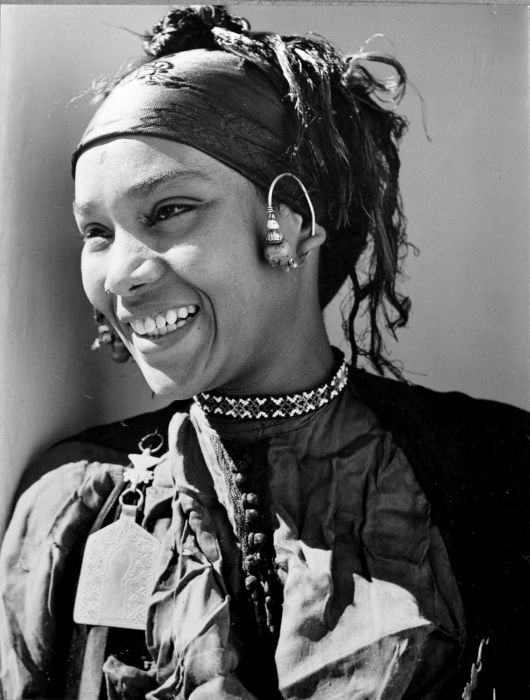
فتاة الحراطين تبتسم

الحراطين ساكنو الواحات في الصحراء الكبرى، خصوصا في المنطقة المغاربية. ويعيشون تحديدا في ألجرائر والمغرب الجزائر . ينحدرون من تراث أفريقيا جنوب الصحراء ويشكلون مجموعة متميزة من العمال المستقرين إلى حد كبير، 40 ٪ من إجمالي سكان موريتانيا، هم ثاني أكبر مجموعة إثنية بها. [بحاجة لمصدر] لقد تم تسميتهم فئة متميزة اجتماعيا من العمال، أو طبقة انبثقت من إرث العبودية في أفريقيا تحت حكم البربر والمور.
كانوا معزولين اجتماعيا، في وضع منخفض، مجموعة من العبيد السابقين أو أحفاد العبيد. معظمهم نشأ من منطقة الساحل ومنطقة جنوب الصحراء في غرب أفريقيا. تبنوا الإسلام تحت حكم المغاربة وتم تجنيدهم قسراً في الجيش المغربي على يد إسماعيل بن شريف لتوطيد سلطته. كانت مهنتهم الأساسية هي عبيد الزراعة والرعاة والعمال الخاضعين لها، وكانوا يتحدثون الحسانية العربية.
وهم الأحرار السود البشرة، هي كلمة أفريقية أو أمازيغية محرفة عن كلمة أحرطن وتعني الخلاسي أو الذي له خؤلة من السودان والعكس صحيح ويقال في موريتانيا أن أصلها كلمة أحرار طارئين أي الذين حصلو على حريتهم حديثا، والبعض يرى أن أصل الكلمة من الحراثين. ينتشرون في شمال أفريقيا وشبه الجزيرة العربية وحتى في القارات الأربع والمشرق العربي لكن بظهور الدولة الحديثة التي حاولت القضاء على العبودية وإعطاء الحق الكامل للعبد وحقوق المواطنة مما وفّر لهم فرص العمل كغيرهم من الناس المستعبدين لهم.

## تاريخ
الحراطين وهو لقب لقب به السود القادمين من دول أفريقيا الوسطى إلى شمال أفريقيا حيث كانوا مزارعين وأصحاب الحرث والبذر خدام عند ملاك الحقول والبساتين من ذووا البشرة البيضاء كعبيد الذين تم اشتراوهم بمقابل الملح ومنتجات النخيل وبعر الجمال والفحم عن طريق تجارة العبيد ولما تم تحريرهم من طرف أسيادهم سمو حر ثاني أي حر من العبودية أما الحر فهو الذي لم يستعبد قط هو وأجداده إلا أن الدول قد قضت على التجارة إلا أنها بدأت حرب عنصرية بين الأحرار والحراتين لم تزل حتى الآن رغم أن معظم العبيد ولم تكن هناك ضغاين حول المعاملة التي عوملوا بها فقد أقر البعض أنهم عوملوا معاملة حسنة من طرف أسيادهم وزوّجوهم وأعطوهم قطع أراضي.أما طائفة من هؤلاء السود قدموا قبل ما بين (الطائفة الثانية، السوادين) والكل قبل رسم الحدود الدولية، حيث كان يعتبرهم مالك الأرض كعبيد، وهم القادومون من دول وسط أفريقيا التي جلبتهم الحاجة والفقر حيث قبلوا بالعمل مقابل قوتهم وأكلهم وشربهم وبرضاهم ومعظمهم يعرف الدولة الإفريقية التي قدم منها أجداده ومعظمهم ذابت هويتهم في المجتمعات التي استقروا بها كما أن البعض بقي بنفس التسمية العائلية التي أتى بها. كما أنه هناك حالات استقدام لبعض السود كعبيد.
يعتبر هذا العنصر من المكونات البشرية الأصيلة التي استقرت في درعة، وهي الصفة التي كانت تطلق على الأحرار من الملونين الذين تميل بشرتهم نحو السواد. وتذكر بعض الدراسات التاريخية[6] أن الحراطين من السكان الأصليين والأقدمين ببلاد درعة، وأنهم  من أحفاد الكوشيين أو الإثيوبيين، – كان يطلق هذا الاسم في العصور القديمة على المجموعات البشرية السوداء التي كانت تنتشر بالأطراف الشمالية للصحراء الكبرى وبمناطق الواحات التي  تمتد جنوب جبال الأطلس من شرقا إلى وادي نون غربا- [7]، وقد امتزجوا ببعض الطارئين على المنطقة من البيض، فنتج عن هذا الامتزاج جيل جديد يجمع بين خصائص العنصريين، يسمى هذا العنصر الجديد “الخلاسي” ويعتبر من أهم العناصر البشرية التي استوطنت بلاد درعة على مر العصور، لا من حيث العدد فحسب وإنما أيضا من حيث الارتباط بالأرض وقدرته العالية على التكيف مع كل المستجدات التي تطرأ على المنطقة[8].
الحراطين بواحات درعة الوسطى..قِدم في الاستقرار وتعدد في الألقاب: د عبد الكريم التوزري

## التسمية
الحراطين (الحراثين) والحشان (الحصادين) هما تسميتان مرادفتان لكلمة أسود البشرة أو الطينة السوداء لأن الإنسان خلق من طين أي التراب، والتسميتان هما بلهجات أفريقية وهناك من فسّر تسمية حرطاني إلى إنسان حر مما تشكله تسمية حر ثاني أي من الدرجة الثانية بعد الجنس الأبيض وما ينطبق على حر ثاني ينطبق على حشاني حيث التصقت هذه التسمية بالحشيش أي النباتات حيث كان مستخدميهم في الفلاحة يلقبونهم بذلك وهي مصدر العيش الأساسي في هذه المناطق
وهناك- وهي الأقرب إلى الحقيقة- من فسّر كلمة حراطين بمزارعين أي الحراثين، أي أن الكلمة مرتبطة ارتباطا وثيقاً بالحراثة والزرع.
وفي الحقيقة هما تسميتان لم تكونا من قبل وإنما لقب بها زنوج شمال أفريقيا بعد احتكاكهم بالجنس الأبيض وبعد اضطرارهم العمل كخماسين عند بعض ملاك الحقول والبساتين. وحتما لو وجد هؤلاء الزنوج ورشات بناء أو مصانع أو اقتصادات أخرى غير مبنية على الفلاحة أي لو وجدوا أعمال أخرى ما لقبهم الآخرون بالحراثين أو الحشان.
ربما يكون أصل التسمية هو (اهراضينن) وهي تعني المزارعين أو الحراثين، وفق إحدى اللهجات السوسية المندثرة (إصناكه).

## مجتمع الحراطين
يتكلم هؤلاء السود الذين لقبوا بالحراثين، وهي أصل التسمية نسبة للزراعة والفلاحة، لغات المجتمعات التي ذابت فيها هويتهم، وهم في غالبيتهم كانوا منمين مزارعين يقومون بحراثة أرض مستخدميهم أو ما يسمى (عرفا) بأسيادهم في مناطقهم ويتصفون بأنهم مستقرين بحكم طبيعة عملهم ولا يتنقلون من أماكنهم عكس البدو الرحل من بقية العرقيات الأخرى التي تقطن جنوب الصحراء الكبرى.
بعد قيام الدولة الحديثة فقد فرضت هذه الأخيرة على جميع مواطنيها إضافة، إلى جانب الاسم، اسم عائلي وهذا ينطبق على جميع الأعراق.
في بداية الاستعمار الفرنسي للمغرب، قامت حركة جهادية تزعمها بلقاسم النكادي ومبارك التوزونيني بتحريض الحراطين على أسيادهم، فقاموا بتصفية حساباتهم الاجتماعية والإثنية مع أسيادهم، والتحقوا بحركة النكادي والتوزونيني.

## وضعهم القانوني
مجتمعات الواحات، خاصة بالجنوب الشرقي للمغرب، كانت تميز طوائفها المغلقة تمييزا صارما، بين «إيكورامن» (الشرفاء والمرابطين) ثم «العوام» (الأحرار من البيضان)، ثم «الحراطين»، وأخيرا «العبيد». فالحرطاني، الأسود الحر قانونيا والمتمتع باستقلال نسبي، هو قوة الإنتاج الضاربة في هذه المجتمعات، حاله أقرب ما تكون إلى وضعية أقنان النظام الفيودالي بأوربا الغربية، مرتبط بالأرض ارتباطا يكاد يكون عضويا. يقول الفصل 281 من «تقعيدت» قصر الكارة: 
 ويقول الفصل 290: 